# Neobisium bucegicum
Espèce
Neobisium bucegicum est une espèce de pseudoscorpions de la famille des Neobisiidae.

## Distribution
Cette espèce est endémique de Roumanie. Elle se rencontre dans les monts Bucegi.

## Étymologie
Son nom d'espèce lui a été donné en référence au lieu de sa découverte, les monts Bucegi.

## Publication originale
- Beier, 1964 : Pseudoskorpione aus dem Bucegi-Gebirge in Rumänien. Zoologischer Anzeiger, vol. 173, p. 210-212.